# هلن ووک
هلن ووک (انگلیسی: Helen Volk؛ زادهٔ ۲۹ مارس ۱۹۵۴) بازیکن هاکی روی چمن اهل زیمبابوه بود.
وی به‌همراه تیم ملی هاکی روی چمن زنان زیمبابوه به مدال طلا بازی‌های المپیک تابستانی ۱۹۸۰ رسیده‌است.